# Centro de Investigación y de Estudios Avanzados
El Centro de Investigación y de Estudios Avanzados del Instituto Politécnico Nacional (Cinvestav) es una institución pública mexicana dedicada al desarrollo de ciencia, tecnología y a la educación a nivel de posgrado. Inició sus actividades en 1961 bajo la dirección del científico mexicano Arturo Rosenblueth Stearns.

## Historia
La creación del Cinvestav tiene su origen en la idea de progreso del ingeniero Manuel Cerrillo Valdivia, quien acordó con Eugenio Méndez Docurro, entonces director del Instituto Politécnico Nacional la estrategia y lineamientos para fundar una escuela de posgraduados.
A partir de ese momento, diferentes personajes, entre ellos, el propio Méndez Docurro, Guillermo Massieu Helguera, Jorge Suárez Díaz, así como George Harvey del Instituto Tecnológico de Massachusetts (MIT), participaron en la planeación de una organización que cumpliera con el propósito de modernizar la ciencia en México. La idea fue comunicada al Presidente de la República, Adolfo López Mateos, por el ingeniero Méndez Docurro y Víctor Bravo Ahuja. A propuesta de Cerrillo Valdivia, se invitó al connotado fisiólogo mexicano, Arturo Rosenblueth Stearns, no solo como investigador del nuevo organismo, sino como candidato idóneo para dirigir la novel institución.
El 17 de abril de 1961, el presidente Adolfo López Mateos se reunió en Palacio Nacional con Jaime Torres Bodet, secretario de Educación Pública, y Antonio Ortiz Mena, secretario de Hacienda y Crédito Público, para firmar el decreto de creación del Cinvestav, un organismo descentralizado de interés público, con personalidad jurídica y patrimonio propios que tendría como objetivo “preparar investigadores, profesores especializados  y expertos en diversas disciplinas científicas y técnicas, así como la solución de problemas tecnológicos (del país).”

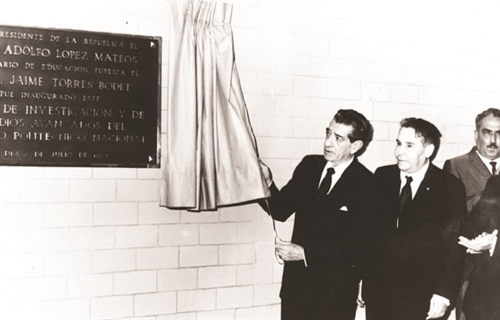

El 6 de mayo de 1961, el Cinvestav inició actividades bajo la dirección de Arturo Rosenblueth Stearns. Empezó con los departamentos de Fisiología, Matemáticas, Física, Bioquímica e Ingeniería Eléctrica, y 16 investigadores de tiempo completo. Así emprendió su tarea de modernizar la ciencia en el país. El 5 de julio de 1963, el presidente de la República, Adolfo López Mateos, inauguró las instalaciones del Cinvestav en Zacatenco, al norte de la Ciudad de México.
El decreto de creación se publicó el sábado 6 de mayo de 1961 en la página cinco del Diario Oficial de la Federación. Posteriormente, el 17 de septiembre de 1982, el presidente José López Portillo refrendó dicho decreto, ─publicado el 24 de septiembre de 1982 en el Diario Oficial de la Federación─, el cual se mantiene vigente.
A lo largo de su historia, el Cinvestav ha impulsado la investigación científica y tecnológica, consolidándose como uno de los líderes en estos campos en México. Su misión es preparar científicos y tecnólogos especializados, a nivel de posgrado, en diversas disciplinas, así como la realización de investigación básica y aplicada, que permita elevar los niveles de vida e impulsar el desarrollo de la nación.
Actualmente el Cinvestav cuenta con nueve unidades, incluyendo la sede en Zacatenco, localizadas en regiones estratégicas de la República Mexicana. Este esfuerzo de descentralización se inició en 1980 con la Unidad Mérida (Yucatán); posteriormente, en 1981 nace la Unidad Irapuato (Guanajuato); para 1982 surge en Tlaxcala (Tlaxcala) el Laboratorio de Biología de la Reproducción; dos años después, es decir, en 1985 se funda la Unidad Saltillo (Coahuila). Para 1988 se crea la Unidad Guadalajara (Jalisco); diez años después, en 1998  surge la Unidad Querétaro (Querétaro) y en 2005 se funda la Unidad Monterrey (Nuevo León). En 2006 se establece la Unidad Tamaulipas en Ciudad Victoria y en 2017 se inaugura formalmente la Sede Sur, en la Ciudad de México.

## Perfil
Desde su creación el Cinvestav ha formado a un gran número de doctores y maestros en ciencias, que se ubican a lo largo de la República Mexicana y en varias partes del mundo. Hasta 2016, de sus aulas y laboratorios han egresado cuatro mil doctores y ocho mil maestros en ciencias.
El Centro se encuentra a la vanguardia en materia de educación de posgrado, ya que 28 de ellos son considerados como competentes a Nivel Internacional, es decir, con la calidad de los que imparten las mejores universidades del mundo. De acuerdo con el Programa Nacional de Posgrados de Calidad (PNPC) 2010 evaluado por el Consejo Nacional de Ciencia y Tecnología (Conacyt), es una de las mejores instituciones en este nivel de enseñanza en México.
En 2009 obtuvo el Premio Thomson Reuters, como la Institución Nacional con el mayor número de citas por investigador en sus publicaciones científicas en los cinco años recientes y en 2010 el Premio SEP-ANUIES como el mejor Centro Público de investigación científica en el país.
El Cinvestav es la única institución mexicana que se encuentra dentro de los primeros 200 centros de investigación con mayor contenido científico publicado en la web a nivel internacional. En México es la institución mejor posicionada, y la séptima a nivel latinoamericano, de acuerdo con el último Ranking Web de Centros de Investigación del Mundo, realizado en 2016 por el Laboratorio de Cibermetría, en España.
Cinvestav es la tercera institución pública mexicana con más registros de patente, después del Instituto Mexicano del Petróleo (IMP) y de la Universidad Nacional Autónoma de México (UNAM). En la actualidad sus descubrimientos e inventos están protegidos legalmente por 283 figuras de protección industrial, de las cuales 198 son patentes nacionales e internacionales.
Para la realización de sus funciones el Cinvestav recibe una asignación anual de recursos que fija el Gobierno Federal en su Presupuesto de Egresos. Además el Centro obtiene ingresos propios por venta de servicios, cursos, realización de convenios, donaciones y transferencia de tecnología de diversas fuentes: empresas de participación estatal o privadas, organismos descentralizados, instituciones extranjeras, del sector industrial y de particulares.

## Estructura
El Cinvestav cuenta con 28 departamentos académicos, secciones y áreas de investigación. Su planta académica la constituyen 648 científicos, de los cuales 99 por ciento posee el grado de Doctor y 90.5 por ciento pertenece al Sistema Nacional de Investigadores (SNI).
La oferta educativa del Centro está conformada por 63 programas de posgrado que se agrupan en cuatro grandes áreas del conocimiento: Ciencias Exactas y Naturales, Ciencias Biológicas y de la Salud, Tecnología y Ciencias de la Ingeniería y Ciencias Sociales y Humanidades, que atienden a cerca de 3 mil estudiantes al año.

## Unidades, sedes y laboratorios
Cada unidad y laboratorio fue creado con la finalidad de cubrir, principalmente, las necesidades locales, es decir, resolver problemas específicos de la región en que se ubica.

### CINVESTAV Zacatenco
Cuenta con 16 Departamentos que abarcan las cuatro áreas científicas del Cinvestav.
Ciencias Biológicas y de la Salud
- Biología Celular
- Biomedicina Molecular
- Bioquímica
- Farmacología
- Fisiología, Biofísica y Neurociencias
- Genética y Biología Molecular
- Infectómica y Patogénesis Molecular
- Toxicología

Ciencias Sociales y Humanidades
- Matemática Educativa
- Metodología y Teoría de la Ciencia (transdisciplinario)

Ciencias Exactas y Naturales
- Física
- Matemáticas
- Química

Tecnología y Ciencias de la Ingeniería
- Biotecnología y Bioingeniería
- Computación
- Control Automático
- Ingeniería Eléctrica
- Nanociencias y Nanotecnología
- Sección Proyectos de Ingeniería.

### CINVESTAV Sede Sur
Cuenta con dos Departamentos y un Centro. 
- Investigaciones Educativas. [13]
- Farmacobiología. [14]
- Centro de Investigación Sobre el Envejecimiento. [15]

### CINVESTAV Unidad Guadalajara
Cuenta con cinco áreas de investigación que se enfocan en proyectos de diseño electrónico, sistemas eléctricos de potencia y telecomunicaciones.
- Computación
- Control Automático
- Diseño Electrónico
- Telecomunicaciones
- Sistemas Eléctricos de Potencia

### CINVESTAV Unidad Irapuato
Cuenta con dos departamentos y un laboratorio, que se enfocan en proyectos de investigación relacionados con biotecnología de plantas y proyectos de investigación interdisciplinaria de alta calidad en torno a la secuenciación de genomas.
- Biotecnología y Bioquímica
- Ingeniería Genética de Plantas
- Unidad de Genómica Avanzada (antes Laboratorio Nacional de Genómica para la Biodiversidad)

### CINVESTAV Unidad Mérida
Cuenta con tres Departamentos que se enfocan en proyectos de investigación relacionados con biología marina, química y ciencias del medio ambiente. Además, cuenta con una Estación Marina en Telchac Puerto, Yucatán, sede del Observatorio de los Mares y las Costas Jacques-Yves Cousteau.
- Recursos del Mar
- Ecología Humana
- Física Aplicada

### CINVESTAV Unidad Monterrey
Se enfoca en realizar investigación interdisciplinaria en las áreas de Ingeniería y Física Biomédicas, así como Investigación en Educación en Ciencias. Cuenta con cinco líneas generales de investigación.
- Bioquímica y biofísica de fluidos y membranas
- Bioingeniería
- Biología molecular y celular
- Probabilidad y estadística biomédicas
- Investigación en Educación

### CINVESTAV Unidad Querétaro
Se enfoca en el área de la ciencia básica y aplicada de la ingeniería de materiales. Se divide en cinco grupos de investigación.
- Materiales multifuncionales
- Nanomateriales
- Materiales para aplicaciones en energía y medio ambiente
- Materiales bio-orgánicos
- Matemáticas

### CINVESTAV Unidad Saltillo
Se enfoca en cuatro posgrados de investigación relacionados con las áreas de cerámica, ingeniería metalúrgica, robótica, y manufactura avanzada y recursos naturales y energéticos.
- Robótica y Manufactura Avanzada[16]
- Sustentabilidad de los Recursos Naturales y Energía (srnye.cinvestav.mx)
- Ingeniería Cerámica
- Ingeniería Metalúrgica

### CINVESTAV Unidad Tamaulipas
Se enfoca en proyectos de investigación relacionados con ciencias de la computación e inteligencia artificial.
- Laboratorio de Tecnologías de Información

## Laboratorios Nacionales
- Laboratorio Nacional de Desarrollo de Infraestructura Científica en el Sureste de México para el Estudio de Materiales Avanzados de Innovación Tecnológica, (Unidad Mérida)
- Laboratorio Nacional de Genómica para la Biodiversidad, LANGEBIO (Unidad Irapuato).
- Laboratorio de Investigación y Desarrollo Tecnológico en Recubrimientos Avanzados, LIDTRA (Unidad Querétaro).
- Laboratorio Nacional de Microscopía Electrónica de Alta Resolución para Caracterización de Nanoestructuras (Unidad Zacatenco).
- Laboratorio Nacional de Proyección Térmica (Unidad Querétaro).
- Laboratorio Nacional de Servicios Experimentales (Zacatenco).
- Laboratorio Nacional PlanTECC para la evaluación de plantas bajo condiciones controladas, LAN-PlanTECC (Unidad Irapuato)
- Laboratorio de Biología de la Reproducción. Ubicado en Tlaxcala, este laboratorio se enfoca en proyectos de investigación relacionados con conductas reproductoras y biología de la reproducción, zootecnia en especies de ganadería, acción de hormonas sexuales en el sistema nervioso central.
- Laboratorio Nacional en Vehículos Autónomos y Exoesqueletos (Unidad Zacatenco)

## Posgrados
De los 63 posgrados (31 maestrías y 32 doctorados) impartidos por el Cinvestav, 28 están clasificados por el Conacyt como de Competencia Internacional, 22 como Consolidados, 5 en Desarrollo y 8 de Reciente Creación. De esta manera, el Cinvestav se consolida por su oferta educativa en posgrado, como una de las mejores de México.
 
Actualmente el Cinvestav cuenta con dos posgrados creados bajo un enfoque transdisciplinario, es decir, que se trabaja con la fusión de más de dos disciplinas con el objetivo de buscar una relación entre diferentes conocimientos, enfocados más a la solución del problema que a una materia determinada.
Doctorado en Desarrollo Científico y Tecnológico para la Sociedad: su objetivo es preparar científicos y profesores capacitados para examinar con un enfoque transdisciplinario de alto nivel la aplicación de la ciencia y la tecnología a la solución de los problemas que enfrentan las sociedades modernas.
Doctorado en Nanociencias y Nanotecnología: su objetivo es preparar científicos altamente especializados con grado de doctor, capaces de formar grupos multidisciplinarios que impulsen la infraestructura académica en universidades e incidir en la solución de problemas industriales y sociales del país.

## Premios y distinciones
- Premio SEP-ANUIES 2010, como el mejor Centro Público de Investigación Científica en México.
- Premio Thomson Reuters 2009, como la institución mexicana con el mayor número de citas por investigador en sus publicaciones científicas.
- Premios de Investigación Científica de la Academia Mexicana de Ciencias (37).
- Premios Weizmann- AMC (31).
- Premios Nacionales de Artes y Ciencias (27 premios).
- Premios Rosenkranz Laboratorios Roche México (18).
- Premios Lola e Igo Flisser-Puis-UNAM (14).
- Premios Luis Elizondo-ITESM (8).
- Premios TWAS (9).
- Premio Príncipe de Asturias.
- Palmas de la Academia Francesa.
- Miembro de la Academia Nacional de Ciencias de Estados Unidos.
- Orden Nacional del Mérito en Grado de Caballero- Francia (2).
- Embajador por una Cultura de Paz-UNESCO.
- Premio Internacional UNESCO – Guinea Ecuatorial de investigación en Ciencias de la Vida.

## Convenios
El Cinvestav ha alcanzado una proyección internacional gracias a los convenios de colaboración, tanto a nivel de investigación como en lo académico, con universidades e institutos de Alemania, Argentina, Australia, Bélgica, Brasil, Canadá, Chile, China, Colombia, Corea, Costa Rica, Cuba, Ecuador, España, Estonia, Estados Unidos, Francia, Holanda, Honduras, India, Inglaterra, Israel, Italia, Japón, Nicaragua, Países Bajos, Panamá, Perú, Polonia, Portugal, Reino Unido, República Checa, República Dominicana, Rumania, Rusia, Suecia, Suiza, Ucrania y Venezuela.

A marzo de 2016 se habían realizado 296 Convenios Internacionales, de los cuales 123 se mantienen vigentes y 2 convenios con Organismos Internacionales: UNESCO y OEA.

## Becas
El Consejo Nacional de Ciencia y Tecnología otorga a los estudiantes que deseen cursar un posgrado en el Cinvestav, la posibilidad de acceder a una beca; para su obtención se deben cubrir todos los requisitos que el Conacyt establece en sus convocatorias emitidas en enero y julio.
Apoyos Cinvestav. Este se otorga a través del Programa Nacional de Becas, para estancias de investigación, asistencia a congresos, obtención de grado y propedéuticos.